# Archidendron bigeminum
Archidendron bigeminum là một loài thực vật có hoa trong Họ Đậu. Nó được tìm thấy ở Ấn Độ và Sri Lanka.
Trung tâm Giám sát Bảo tồn Thế giới (WCMC) trong danh sách đỏ IUCN 1998]] xem Abarema bigemina và Pithecellobium gracile và loài dễ tổn thương. Tất cả những loài này hiện đều được xem là đồng âm nhỏ của Archidendron bigeminum. Nó có thể có quần thể ở Ấn Độ gồm biến thể cây nhỏ hơn loài này ở Sri Lanka.
Danh sách đầy đủ các đồng âm nhỏ gồm:
- Abarema abeywickramae Kosterm.
- Abarema bigemina (L.) Kosterm.
- Abarema monadelpha (Roxb.) Kosterm.
- Abarema monadelpha (Roxb.) Kosterm. var. gracile (Bedd.) Kosterm.
- Archidendron monadelphum (Roxb.) I.C.Nielsen
- Archidendron monadelphum (Roxb.) I.C.Nielsen var. gracile (Bedd.) Sanjappa
- Inga bigemina (L.) Willd.
- Mimosa bigemina L.
- Mimosa monadelpha Roxb.
- Pithecellobium bigeminum (L.) Mart.
- Pithecellobium bigemium (L.) Mart.
- Pithecellobium gracile Bedd.
- Pithecellobium nicobaricum Prain

## Hình ảnh

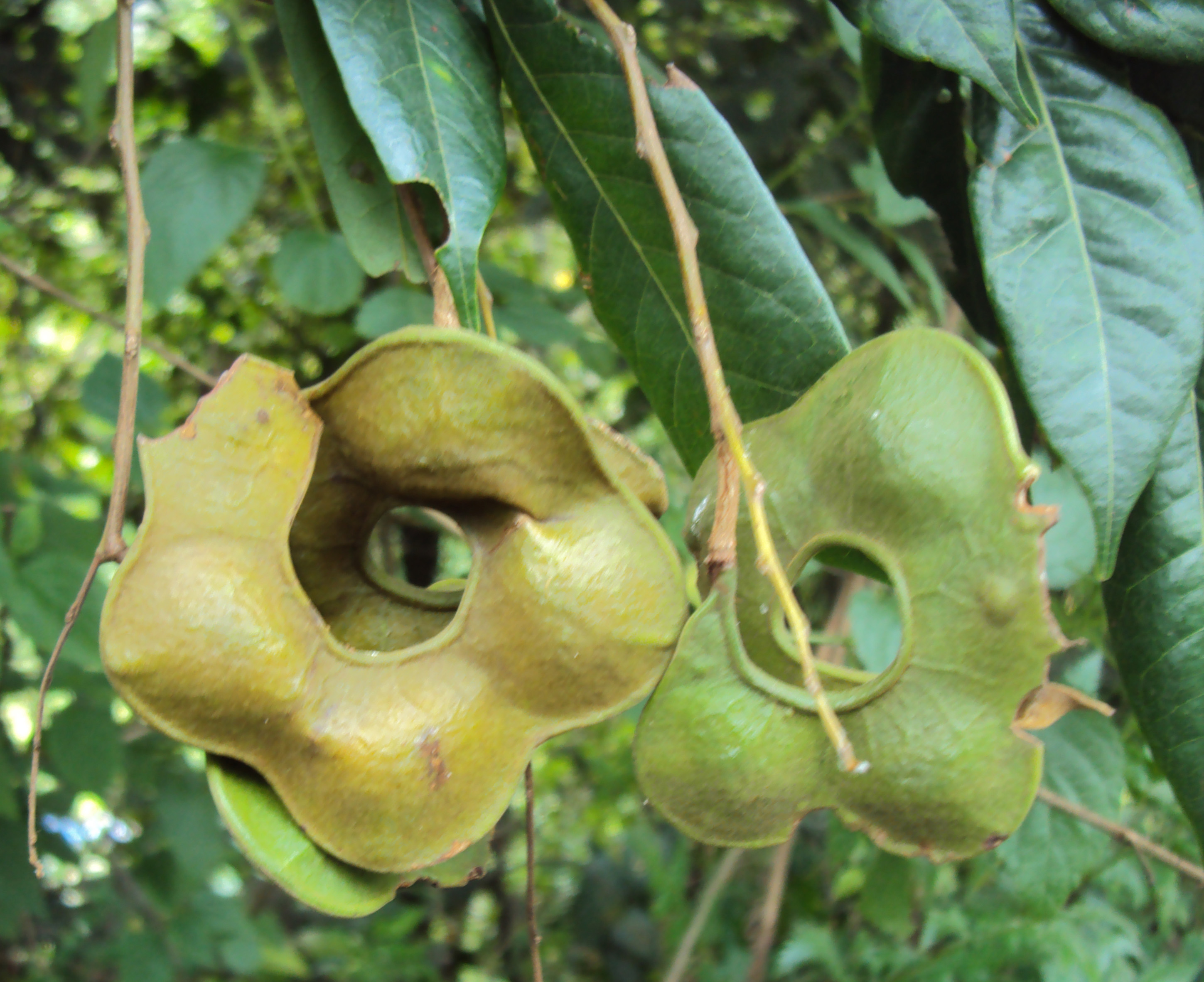
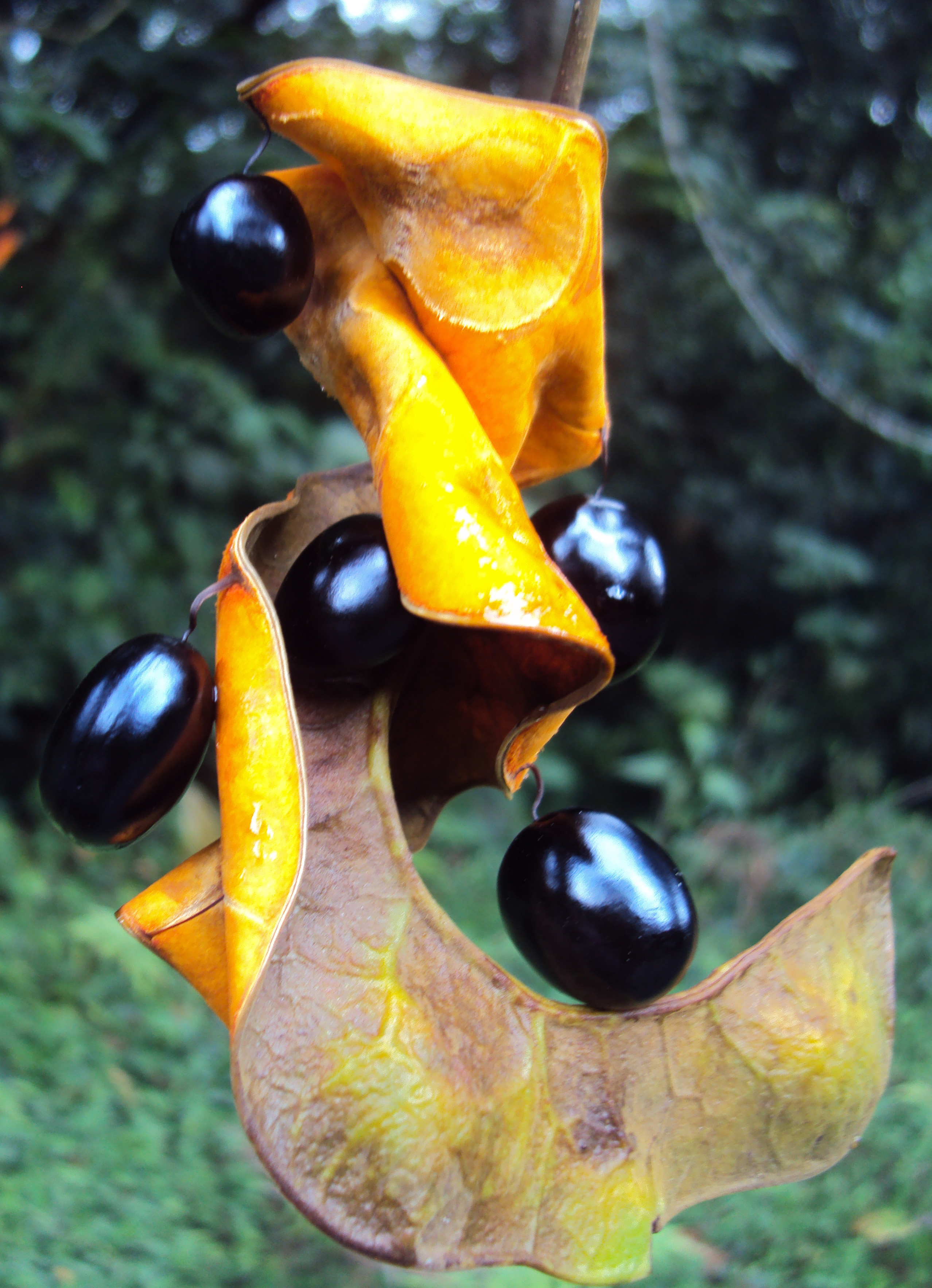